# Unsinkable Sam
Unsinkable Sam (în română Nescufundabilul Sam; de asemenea Oskar sau Oscar) a fost porecla sub care a fost cunoscută o pisică marină, care a servit în al doilea Război Mondial pe un cuirasat german, un distrugător britanic și mai târziu pe un portavion, supraviețuind pieirii celor trei nave și murind pe uscat în 1955.

## Serviciu

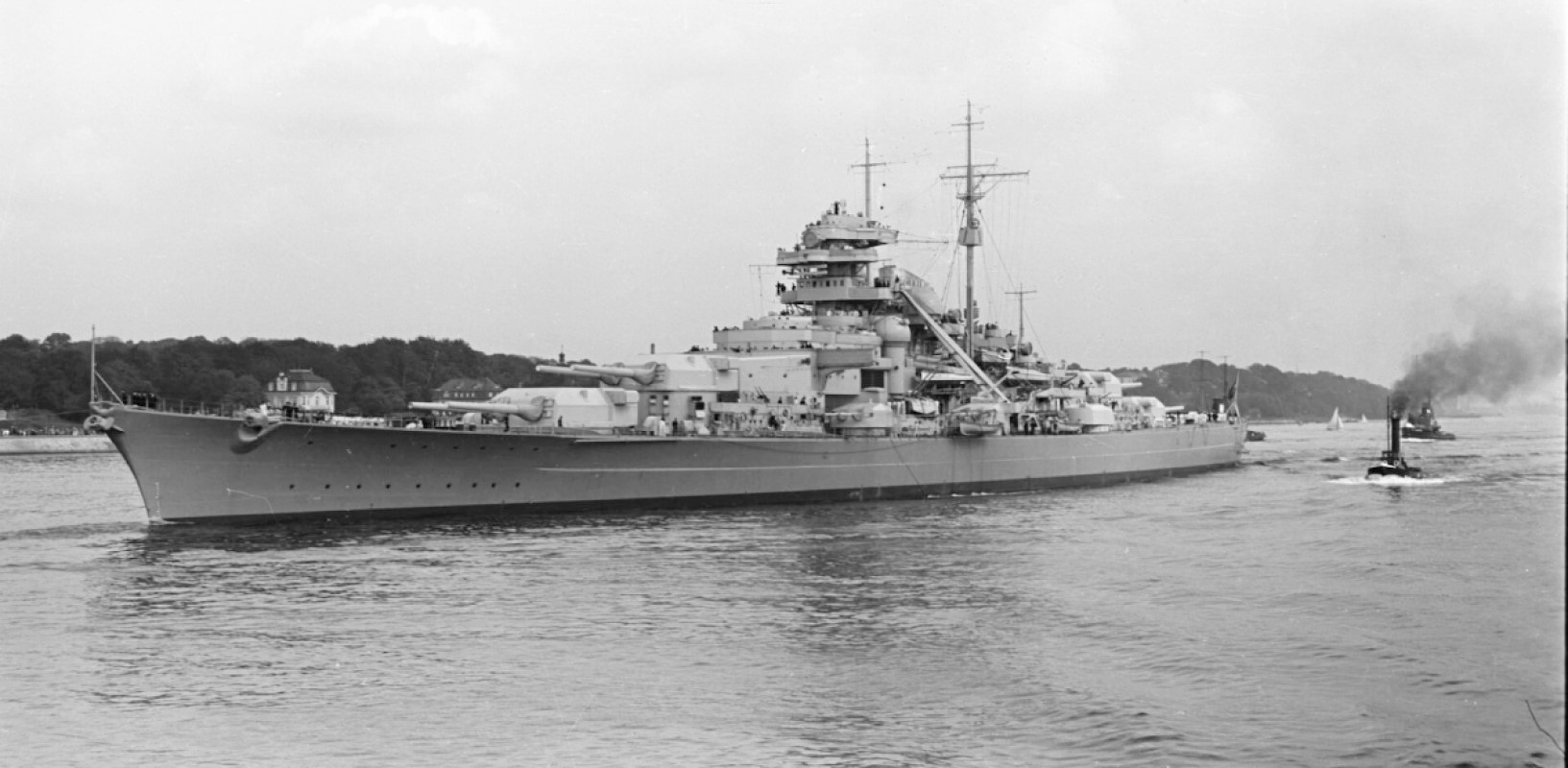
Bismarck

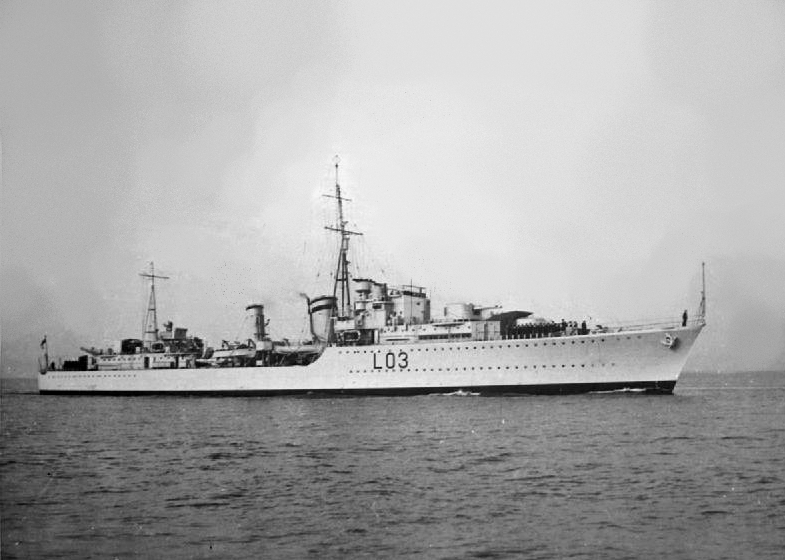
HMS Cossack

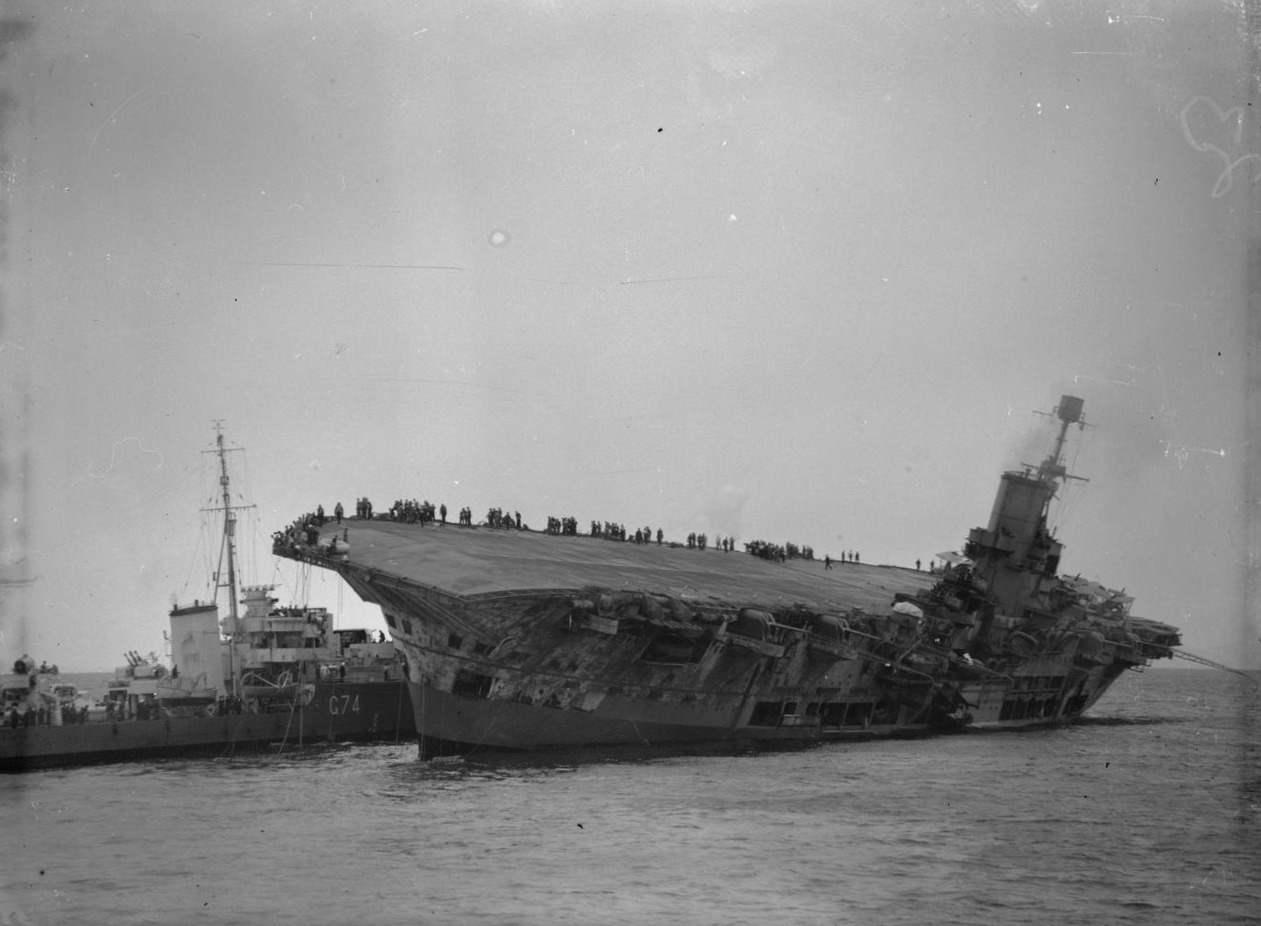
HMS Ark Royal

### Bismarck
Pisica, de culoare alb-negru, a fost adusă de un marinar necunoscut la bordul cuirasatului german Bismarck. La 18 mai 1941 nava a pornit din Gotenhafen cu misiunea de a scufunda nave comerciale britanice. Nouă zile mai târziu, pe 27 mai, cuirasatul a fost scufundat de un escadron britanic, salvându-se doar 115 de marinari din cei 2.200. Câteva ore mai târziu, pisica, ce plutea pe epavă a fost reperată de către marinarii britanici de pe distrugătorului HMS Cossack, care au luat-o la bord. Pisica este singurul supraviețuitor salvat de distrugătorul HMS Cossack. Neștiind numele real al pisicii, marinarii britanici au poreclit-o Oscar.

### HMSCossack
Următoarele câteva luni Oscar le-a petrecut la bordul distrugătorului, de data aceasta însoțind convoaiele în Marea Mediterană și Atlanticul de Nord. La 24 octombrie 1941 HMS Cossack, în timp ce escorta convoiul HG-75 de la Gibraltar spre Liverpool, a fost torpilat de submarinul german U-563. Echipaj a fost transferat pe distrugătorul HMS Legion, iar încercările de a tracta nava puternic deteriorată înapoi la Gibraltar au eșuat din cauza deteriorării condițiilor meteorologice. Pe 27 octombrie distrugătorul s-a scufundat. Torpila germană a lovit prova navei, provocând moartea a 159 de marinari britanici, însă Oscar a supraviețuit și de data asta. El a petrecut ceva timp pe plajă în Gibraltar.

### HMSArk Royal
După scufundarea lui Cossack pisica primit porecla de Unsinkable Sam și a fost transferat pe portavionul HMS Ark Royal, care a contribuit mult la pieirea primei sale nave, Bismarck. Sam, cu toate acestea, pe noua navă nu a putut sta mult timp. Deja pe 14 noiembrie portavionul, întorcându-se de la Malta, a fost torpilat de submarinul german U-81. Încercările de a tracta nava aflată în proces de scufundare s-au dovedit a fi inutile, iar HMS Ark Royal s-a scufundat la 30 mile est de Gibraltar. Cu toate acestea, toți dintre marinarii și aviatorii, și împreună cu ei și Sam, au fost salvați. Mai mulți marinari, împreună cu Sam, agățându-se de epavă, au fost preluați de o barcă de patrulare.

## Retragerea din marină
După scufundarea portavionului, s-a decis aducerea pisicii la mal. Sam a trăit pentru o vreme în Biroul Guvernatorului General al Gibraltarului, dar a fost trimis în curând în Marea Britanie, sfârșitul războiului găsindu-l la Belfast. Nescufundabilul Sam a murit pe uscat în 1955. Pictura pisicii eroice, realizată de artistul Georgina Shaw-Baker, se păstrează acum în Muzeul Național Maritim din Greenwich.